# هيو لينوكس بوند
هيو لينوكس بوند (بالإنجليزية: Hugh Lennox Bond)‏ هو قاضي أمريكي، ولد في 16 ديسمبر 1828 في بالتيمور في الولايات المتحدة، وتوفي بنفس المكان في 24 أكتوبر 1893.